# Głubokaja (obwód tiumeński)
Głubokaja (ros. Глубокая) – wieś (dieriewnia) w Rosji, w obwodzie tiumeńskim, w rejonie gołyszmanowskim. W 2010 liczyła 123 mieszkańców.